# Kernavė

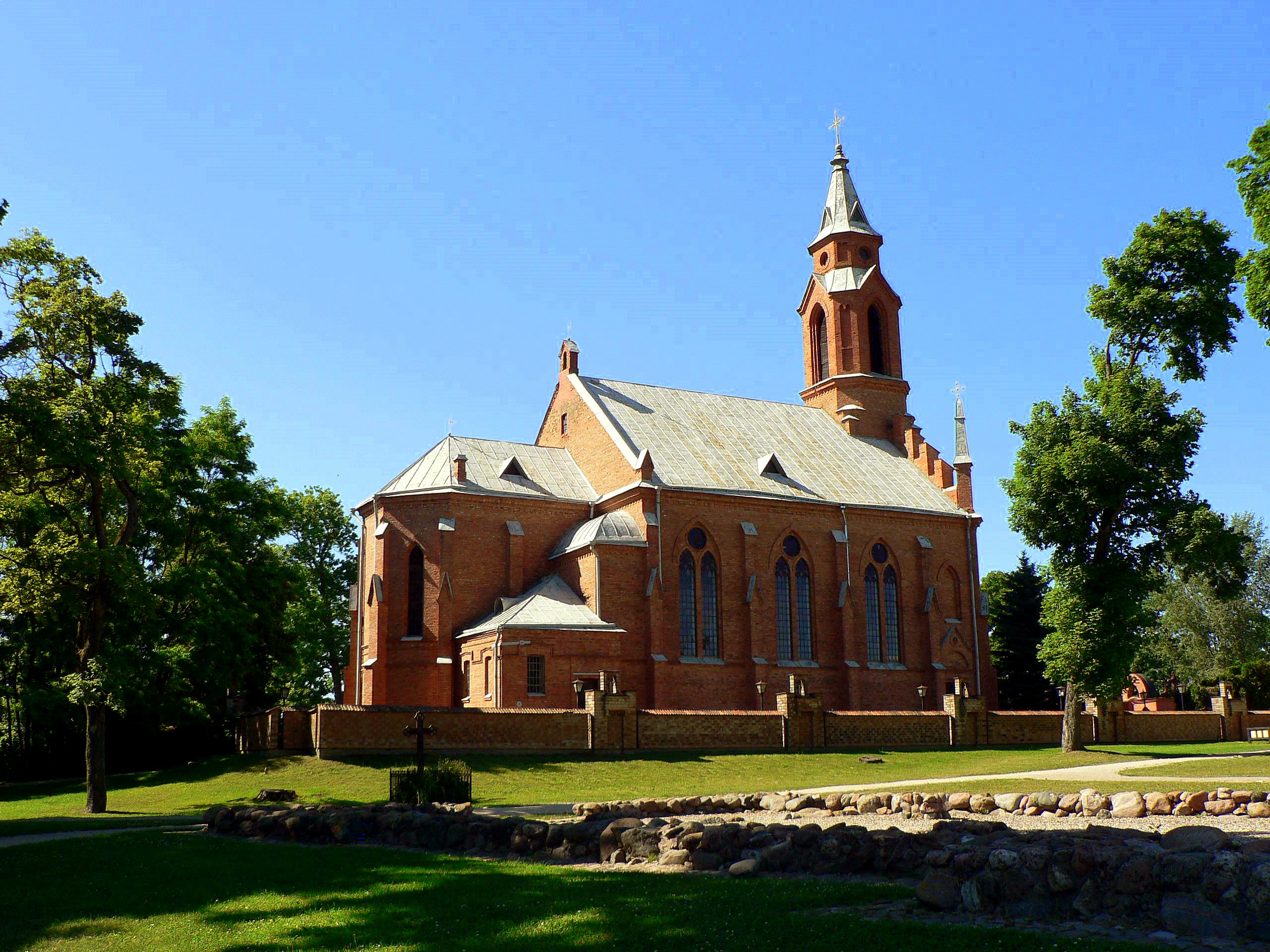
Kernavė Kirche der Jungfrau Maria Skapulier

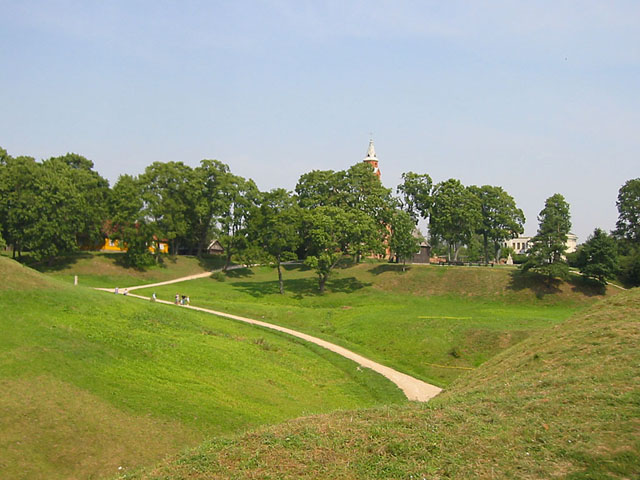
Blick auf Kernavė

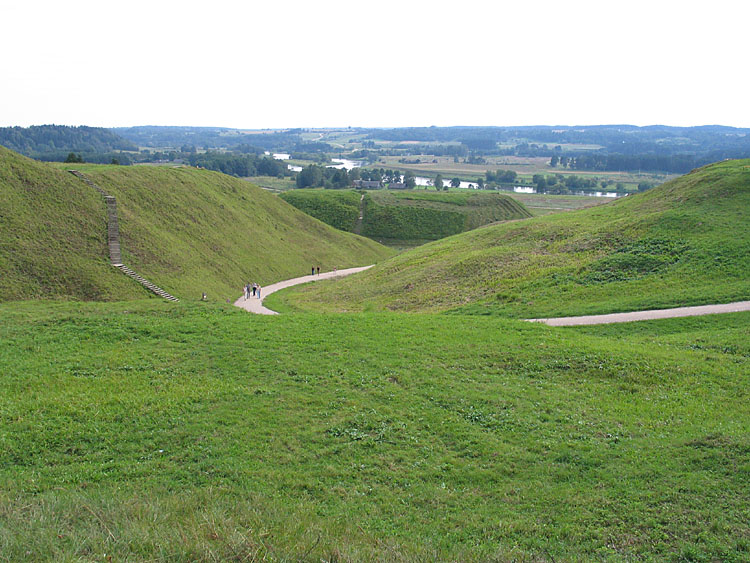
Blick auf die Burghügel und das Tal der Neris

Kernavė (deutsch, 18. Jahrhundert: Kernau) ist die älteste bekannte Hauptstadt Litauens, gelegen nordwestlich von Vilnius, mit etwas mehr als 300 Einwohnern. Es ist Sitz des gleichnamigen Amtsbezirks der Rajongemeinde Širvintos. 
Im 13. Jahrhundert war Kernavė eine feudale Stadt mit fünf Wehrburgen. Heute sind von den vorgeschichtlichen Burgen nur noch Hügel übrig. Die so genannten Schüttberge wurden erstmals im Jahre 1279 in der Livländischen Chronik erwähnt. Der größte, der „Thron des Mindaugas“, soll Sitz eines sagenumwobenen Königs Mindaugas gewesen sein. Auf dem „Opferberg“ sollen in vorchristlicher Zeit Opferzeremonien abgehalten worden sein. Die Balten wurden erst im 13. Jahrhundert gewaltsam bekehrt. Auf den „Berg des Lizdeika“ soll sich der letzte heidnische Oberpriester mit den „Heiligen Jungfrauen“ und dem „Heiligen Feuer“ zurückgezogen haben. Lizdeika war der Beiname der litauischen Oberpriester. Zwischen den Hügeln wurden die Reste einer Siedlung aus dem 3. und 4. Jahrhundert gefunden. Kernavė war auch Heimat des sagenhaften Großfürsten Traidenis.
Die Katholische Pfarrkirche der Jungfrau Maria Skapulier in Kernavė wurde von 1910 bis 1920 im neugotischen Stil errichtet.
Von den Hügeln bietet sich eine Aussicht auf das Tal der Neris, eines Nebenflusses der Memel. Der Ort wurde 2004 in das UNESCO-Weltkulturerbe aufgenommen.